# 汐留住友ビル
汐留住友ビル（しおどめすみともビル、Shiodome Sumitomo Bldg.）は、東京都港区の汐留地区に建つ超高層ビル。低層部にホテルヴィラフォンテーヌグランド東京汐留が入り、高層部がオフィスフロアとして貸し出されている。

## 概要
住友不動産が住友生命と組み、汐留再開発地区のD北2街区にオフィスとホテルを併合した高層ビルを建設し、2004年（平成16年）7月末に竣工した。総工費は720億円。
汐留のみならず東京において最大級の競争力のある事業ビルを目指し、国内の大手企業・外資系テナントが望む高度なスペックすべてを満足させようと試み、基準階でネット面積は3,600㎡、奥行きが深くて長く、天井も高いオフィススペースを確保し、ディーリングルーム等高負荷なオフィス対応も可能な情報・セキュリティ・バックアップ設備を完璧に装備した。また超高層ビルでありながら免震構造の採用によって地震にも安全なオフィスとした。
フロア構成は、前面を通過する「ゆりかもめ」やJR線を考慮し、低層部を主に夜間利用されるホテル、高層部を賃貸オフィスとし、1階にもてなしの空間となる汐留最大級のアトリウムを設けた。

## ホテルヴィラフォンテーヌグランド東京汐留
住友不動産ヴィラフォンテーヌが運営する高価格ビジネスホテル。1階～10階がホテルで、部屋数は497室。ジム・フィットネス施設も備える。

## オフィスに入る主な企業
| - エクサウィザーズ本社 - JSR本社 - クレディ・アグリコル - CLSA証券 - 中国石油国際事業日本 | - チャイナオイル・ジャパン - ブルーコートシステムズ合同会社 - 三井物産プラントシステム - 不二越本社 - HYBE JAPAN |

## 交通
- 都営大江戸線・新交通ゆりかもめ - 汐留駅直結
- 都営浅草線・東京メトロ銀座線・JR各線 - 新橋駅より徒歩7分